# Hanna Öberg
Hanna Linnea Öberg (Kiruna, 2 de noviembre de 1995) es una deportista sueca que compite en biatlón. Su hermana Elvira compite en el mismo deporte.
Participó en dos Juegos Olímpicos de Invierno, obteniendo en total tres medallas, dos en Pyeongchang 2018, oro en la prueba individual y plata en el relevo, y oro en Pekín 2022, en el relevo.
Ganó catorce medallas en el Campeonato Mundial de Biatlón entre los años 2019 y 2025, y dos medallas en el Campeonato Europeo de Biatlón de 2019.

## Palmarés internacional
| Juegos Olímpicos   | Juegos Olímpicos             | Juegos Olímpicos  | Juegos Olímpicos        |
| Año                | Lugar                        | Medalla           | Prueba                  |
| ------------------ | ---------------------------- | ----------------- | ----------------------- |
| 2018               | Pyeongchang (Corea del Sur)  | Medalla de oro    | Individual              |
| 2018               | Pyeongchang (Corea del Sur)  | Medalla de plata  | Relevo                  |
| 2022               | Pekín (China)                | Medalla de oro    | Relevo                  |
| Campeonato Mundial |                              |                   |                         |
| Año                | Lugar                        | Medalla           | Prueba                  |
| 2019               | Östersund (Suecia)           | Medalla de oro    | Individual              |
| 2019               | Östersund (Suecia)           | Medalla de plata  | Relevo                  |
| 2019               | Östersund (Suecia)           | Medalla de bronce | Relevo mixto individual |
| 2020               | Anterselva (Italia)          | Medalla de bronce | Salida en grupo         |
| 2021               | Pokljuka (Eslovenia)         | Medalla de plata  | Individual              |
| 2021               | Pokljuka (Eslovenia)         | Medalla de bronce | Relevo mixto            |
| 2021               | Pokljuka (Eslovenia)         | Medalla de bronce | Relevo mixto individual |
| 2023               | Oberhof (Alemania)           | Medalla de oro    | Individual              |
| 2023               | Oberhof (Alemania)           | Medalla de oro    | Salida en grupo         |
| 2023               | Oberhof (Alemania)           | Medalla de plata  | Velocidad               |
| 2023               | Oberhof (Alemania)           | Medalla de bronce | Relevo                  |
| 2024               | Nové Město (República Checa) | Medalla de plata  | Relevo                  |
| 2024               | Nové Město (República Checa) | Medalla de bronce | Relevo mixto            |
| 2025               | Lenzerheide (Suiza)          | Medalla de bronce | Relevo                  |
| Campeonato Europeo |                              |                   |                         |
| Año                | Lugar                        | Medalla           | Prueba                  |
| 2019               | Minsk-Raubichi (Bielorrusia) | Medalla de oro    | Individual              |
| 2019               | Minsk-Raubichi (Bielorrusia) | Medalla de bronce | Velocidad               |